# 1875 في المملكة المتحدة
الأحداث التي وقعت في عام 1875 في المملكة المتحدة.

## شاغلو المناصب
- الملكة – فيكتوريا
- رئيس الوزراء – بنجامين دزرائيلي (حزب المحافظين)
- البرلمان – البرلمان الحادي والعشرون

## الأحداث

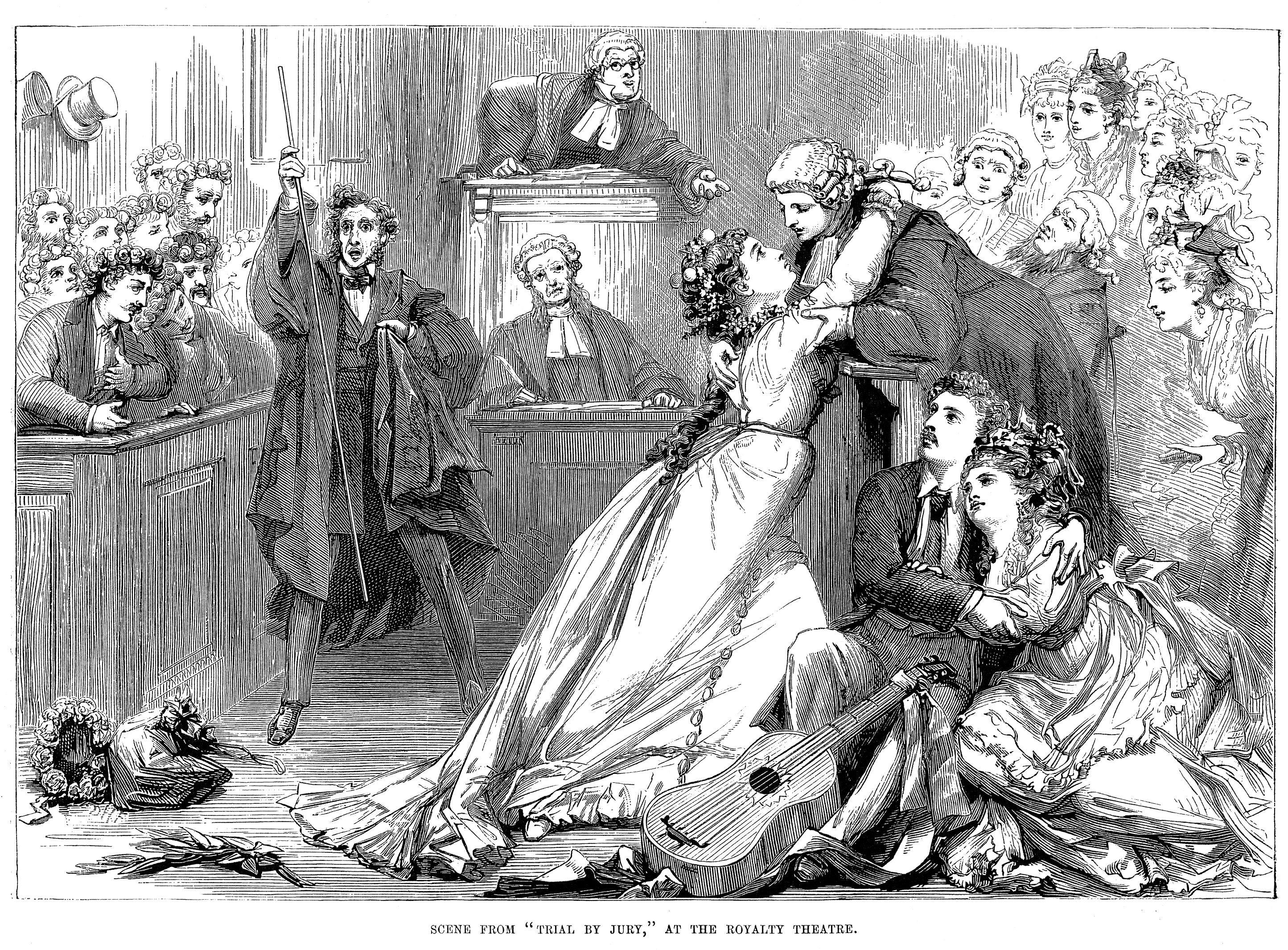
المحاكمة أمام هيئة المحلفين

- 1 نيسان/أبريل – التايمز تنشر لأول مرة يوميا خريطة الطقس.[1]
- 29 أيار/مايو – البريطانية بعثة القطب الشمالي: جورج ناريس يبحر في رحلة استكشافية في محاولة للوصول إلى القطب الشمالي.
- 31 تموز/يوليه – قانون الصحة العامة 1875 يحدد قواعد الممارسة لتصريف الصرف الصحي في جميع أنحاء البلاد.[2]
- 6 آب/أغسطس – تأسيس نادي هيبرنيان في إدنبرة.[3]
- 11 آب/أغسطس قانون الأغذية والأدوية يجعل غش الأغذية أو الأدوية جريمة.
- 25 آب/أغسطس – الكابتن ماثيو ويب يصبح أول شخص يسبح في القناة الإنجليزية.
- أيلول/سبتمبر تأسيس فريق برمنجهام سيتي في برمنغهام من قبل مجموعة من لاعبي الكريكيت، ولعب أول مباراة في تشرين الثاني/نوفمبر.[4]
- 26 تشرين الثاني/نوفمبر – التايمز تكشف أن إسماعيل باشا باع 44% من حصة مصر في قناة السويس لبريطانيا في صفقة مضمونة بنيامين دزرائيلي بدون الحصول على تفويض من البرلمان البريطاني.
- 6 كانون الأول/ديسمبر انفجار في منجم للفحم في جنوب يوركشاير أسفر عن مقتل 143 من عمال المناجم.[5]
- مارثا ميرنغتون تصبح أول امرأة عضو في مجلس إدارة الأوصياء بموجب قانون إعانة الفقراء في لندن بورو من كنسينغتون في لندن.

## رياضة
- كأس الاتحاد الإنجليزي 1874–75
- كأس الاتحاد الإنجليزي 1875–76

## منشورات
- رواية رودريك هدسون بقلم هنري جيمس.

## مواليد
- 4 يناير - وليام ويليامز، شاعر ويلزي (توفي 1968)
- 1 أبريل - إدغار والاس، كاتب (توفي عام 1932)
- 12 مايو - تشارلز هولدن، مهندس معماري (توفي 1960)
- 26 أغسطس - جون بوكان، روائي وسياسي (توفي 1940)
- 10 سبتمبر - جون إيفانز، سياسي ويلزي (توفي 1961)
- 18 سبتمبر - آرثر هنري نايتون هاموند، رسام مائي (توفي 1970)
- 12 أكتوبر - أليستر كراولي، غامض (توفي 1947)
- 11 نوفمبر - جوني جنكينز، سائق سباقات ولد في ويلز (توفي عام 1945)
- 3 ديسمبر - كلارا راكهام، ناشطة حق المرأة في الاقتراع (توفت 1966)
- 20 ديسمبر - تي باويس، كاتب أنجلو ويلزي (توفي 1953)

## وفيات
- 23 يناير - تشارلز كينغسلي، روائي (مواليد 1819)
- 22 فبراير - السير تشارلز ليل، جيولوجي (مواليد 1797)
- 19 أكتوبر - تشارلز ويتستون، عالم فيزياء (مواليد 1802)